# Američki sustav mjera
Američki sustav mjera koji se upotrebljava u SAD-u poznat je pod imenom Engleske mjere ili standardne mjere. Upotrebljava se samo u SAD-u, ponegdje zajedno s SI sustavom. Sve veličine Američkog sustava mjera su definirane i u SI sustavu, ali su njihovi odnosi prilično neprikladni za pretvaranja.

## Povijest
Američki sustav mjera je sličan Imperijalnom sustavu koji se upotrebljavao u Ujedinjenom Kraljevstvu do 1995. Oba sustava su se razvila od uporabe lokalnih veličina, koje vode porijeklo sve do starog Rima. Tijekom vremena one su se mijenjale i standardizirale, a danas imaju točnu određenu vrijednost prema SI sustavu. 
Od 1988. godine SI sustav se postepeno uvodi i u SAD, iako puno sporije nego bilo gdje drugdje, tako da se Američki sustav mjera još uvijek podučava u školama kao glavni sustav, a SI sustav kao dodatak. Proizvodi imaju na sebi i SI oznake, iako su osnovne mjere i dalje u Američkom sustavu mjera. Od 2007. godine Američki sustav mjera je praktično jedini sustav koji se upotrebljava na svijetu osim SI sustava.

## Mjere za duljinu
Sustav mjera za duljinu u USA je sustav baziran na palcu, stopi, yardu i milji, koje su jedine veličine u svakodnevnoj uporabi. Iako je Američki sustav mjera odredio odnose prema SI sustavu, još uvijek postoji nelogičnosti i različitosti. Jedan palac npr ima dvije malo različite vrijednosti, pa tako Po Internacionalnoj vrijednosti iznosi točno 25.4 mm, a po U.S. survey measure (ili Američka mjera za pregled) je definirano da jedan metar ima 39.37 palaca (tada jedan palac iznosi 25.4000508 mm). Za većinu namjena ova razlika je neprimjetna, ali ipak postoji.
1959. godine dogovoren je odnos palca i metra, i otada se ista vrijednost upotrebljava u Američkom i u Imperijalnom sustavu mjera. Prije dogovora, oba sustava su upotrebljavala različite standarde. U.S. survey mjera je bila određena 1893. godine i bila je u upotrebi sve do 1959. godine. 
| Jedinica                        | Iznos                           | SI vrijednost                   |
| Točne vrijednosti su podebljane | Točne vrijednosti su podebljane | Točne vrijednosti su podebljane |
| Internacionalni                 | Internacionalni                 | Internacionalni                 |
| ------------------------------- | ------------------------------- | ------------------------------- |
| 1 palac (in)                    |                                 | 25.4 mm                         |
| 1 stopa (ft)                    | 12 in                           | 0.3048 m                        |
| 1 yard (yd)                     | 3 ft                            | 0.9144 m                        |
| 1 milja (mi)                    | 5,280 ft                        | 1.609344 km                     |
| Survey                          |                                 |                                 |
| 1 karika (li)                   | 33/50 ft                        | 0.201168 m                      |
| 1 stopa (survey)                | 1200/3937 m                     | 0.3048006 m                     |
| 1 šipka (rd)                    | 25 li                           | 5.029210 m                      |
| 1 lanac (ch)                    | 4 rd                            | 20.1168 m                       |
| 1 milja (survey)                | 80 ch                           | 1.609347 km                     |

## Mjere za površinu
Mjere za površinu Američkog sustava mjera su kvadratne vrijednosti duljinskih mjera. Kako postoje dvije različite duljinske vrijednosti, postojat će i različite vrijednosti mjera za površinu. 
Amerikanci većinom upotrebljavaju kvadratne palce, kvadratne stope, kvadratne yarde, akre i kvadratne milje. Kvadratna šipka (rod) i lanac (chain) se vrlo rijetko upotrebljavaju.
| Jedinica                           | Iznos           | SI Vrijednost      |
| Internacionalni                    | Internacionalni | Internacionalni    |
| ---------------------------------- | --------------- | ------------------ |
| 1 kvadratni palac (sq in)          |                 | 645.16 mm²         |
| 1 kvadratna stopa (sq ft)          | 144 sq in       | 0.09290304 m²      |
| 1 kvadratni yard (sq yd)           | 9 sq ft         | 0.83612736 m²      |
| 1 kvadratna milja (sq mi)          | 3,097,600 sq yd | 2.589988110336 km² |
| Survey mjere                       |                 |                    |
| 1 kvadratna stopa (sq ft) (survey) |                 | 0.09290341 m²      |
| 1 kvadratna šipka (sq rd)          | 272.25 sq ft    | 25.29295 m²        |
| 1 kvadratni lanac(sq ch)           | 16 sq rd        | 404.6873 m²        |
| 1 aker                             | 10 sq ch        | 4,046.873 m²       |
| 1 kvadratna milja (sq mi) (survey) | 640 acres       | 2.58998811 km²     |

## Mjere za zapreminu
Američki sustav mjera kod zapremine ima nekoliko pravila,a najvažnije je da razlikuje zapreminu tekućih tvari i zapreminu suhih materijala. Kubni palac (jedinica), kubna stopa i kubni yard su u općoj upotrebi za sve namjene, a pored njih postoje veličine za tekućine i za suhe tvari koje imaju ista imena, ali različite vrijednosti.
Također je važno napomenuti da se vrijednosti za tekućine razlikuju od vrijednosti s istim imenom u Imperijalnom sustavu.

### Volumen općenito
| Jedinica              | Iznos       | SI vrijednost                              |
| --------------------- | ----------- | ------------------------------------------ |
| 1 kubni palac (cu in) |             | 16.387 064 ml                              |
| 1 kubna stopa (cu ft) | 1 728 cu in | 28.316 846 592 l                           |
| 1 kubni yard (cu yd)  | 27 cu ft    | 764.554 857 984 l ili 0.764 554 857 984 m³ |

NAPOMENA: Po USA propisima litra se označava s velikim slovom L.

### Zapremina tekućine
Najvažnije veličine su podebljane
| Jedinica                        | Iznos                          | SI Vrijednost   |
| ------------------------------- | ------------------------------ | --------------- |
| 1 minim (min)                   |                                | 0.061 611 52 ml |
| 1 dram tekući (fl dr)           | 60 min                         | 3.696 691 ml    |
| 1 Unca tekuća (fl oz)           | 8 fl dr                        | 29.573 53 ml    |
| 1 gill (gi)                     | 4 fl oz                        | 118.294 1 ml    |
| 1 šalica (en. cup) (cp) ili (c) | 2 gi or 8 fl oz                | 236.588 2 ml    |
| 1 pinta tekuća (pt)             | 2 cp ili 4 gi ili 16 fl oz     | 473.176 5 ml    |
| 1 četvrtina (quart) tekuća (qt) | 2 pt ili 32 fl oz              | 946.352 9 ml    |
| 1 galon (gal)                   | 4 qt ili 128 fl oz ili 231 in³ | 3.785 412 l     |
| 1 barel pivski (bbl)            | 31 gal                         | 117.347 8 l     |
| 1 barel nafte (bbl)             | 42 gal                         | 158.987 3 l     |
| 1 hogshead                      | 63 gal                         | 238.481 0 l     |

Gill se u stvarnosti ne upotrebljava, postoji samo na papiru. Minimi i drami se također rijetko upotrebljavaju, pića se uglavnom mjere u uncama tekućine, šalicama (cup), pintama, četvrtinama i galonima.
Tekuča unca nastala je kao volumen jedne Avoirdupois unce vode, ali je u USA ona definirana kao 1/128 US galona. Tako jedna tekuća unca vode teži oko 1.043 unce.

### Zapremina suhih tvari
| Jedinica                      | Iznos                    | SI vrijednost |
| ----------------------------- | ------------------------ | ------------- |
| 1 suha pinta (pt)             | 33.6003125 cu in (točno) | 550.610 5 ml  |
| 1 suha četvrtina (quart) (qt) | 2 pt                     | 1.101 221 l   |
| 1 suhi galon                  | 4 qt                     | 4.404 884 l   |
| 1 pek (pk)                    | 2 suha galona            | 8.809 768 l   |
| 1 bušel (bu)                  | 4 pk                     | 35.239 07 l   |

Malo voće, bobice i povrće se često prodaje u suhim pintama ili četvrtinama. Suhi galoni se ne upotrebljavaju često, dok se za veće voće (jabuke,...) upotrebljavaju pek i bušel.

## Kuharske veličine
Najčešće upotrebljacane kuharske veličine u SAD su:
| Jedinica                           | Odnos   | SI vrijednost |
| ---------------------------------- | ------- | ------------- |
| 1 teaspoon (tsp) ili čajna žličica |         | 5 mL          |
| 1 tablespoon (tbsp) ili žlica      | 3 tsp   | 15 mL         |
| 1 cup ili šalica                   | 16 tbsp | 240 mL        |
| 1 stick ili štapić                 | 4 oz    | 115 g         |

Vrijednosti su izražene u i u SI jedinicama iako nisu precizno određene, stoga taj stupac ima samo informativnu vrijednost.

## Mjere za žito
U poljoprivredi se upotrebljava bušel kao jedinica za masu žitarica, a temelji se na masi suhog proizvoda.
- 1 bušel (kukuruza) = 56 lb ≈ 25.401 kg
- 1 bušel (pšenica) = 60 lb ≈ 27.216 kg

## Temperaturne veličine
Stupanj Fahrenheita se upotrebljava u SAD za mjerenje temperature u većini slučajeva.
- Voda se smrzava na 32 °F, a vri na 212 °F pri 1 atm.
- formula za pretvaranje: {\displaystyle F={\frac {9}{5}}C+32}

U znanstvene svrhe se upotrebljava Rankine-ova skala, koja počinje od apsolutne nule i penje se po Fahrenheitovoj podjeli.

## Jedinice mase
Tijekom povijesti postojala su četiri Engleska sustava za mjerenje težine: Tower sustav, Troy sustav, Avoirdupois sustav, te Apotekarski sustav. Tower sustav se prestao upotrebljavati prije par stoljeća, i nikada se nije ni upotrebljavao u SAD. Troy sustav se još upotrebljava za plemenite metale, a Apotekarski sustav koji se prije upotrebljavao u farmaciji, se sve više zamjenjuje SI sustavom. Danas se u USA upotrebljava Avoirdupois sustav za mjerenje mase.
U slučajevima upotrebe drugih sustava mjerenja (a svi imaju iste ili slične podjele) treba dodati oznaku o kojem sustavu se radi jer bi se automatizmom moglo zaključiti da se radi o Avoirdupois sustavu: npr. troy funta

### Avoirdupois sustav mjera
| jedinica       | Iznos       | SI vrijednost     |
| -------------- | ----------- | ----------------- |
| 1 grain (gr)   | 1/7000 lb   | 64.79891 mg       |
| 1 dram (dr)    | 27 11/32 gr | 1.7718451953125 g |
| 1 unca (oz)    | 16 dr       | 28.349523125 g    |
| 1 funta (lb)   | 16 oz       | 453.59237 g       |
| 1 stodio (cwt) | 100 lb      | 45.359237 kg      |
| 1 short tona   | 20 cwt      | 907.18474 kg      |

U široj upotrebi su unca, funta i short tona, iako se još u poljoprivredi i prometu uporabljuje i stodio.

### Troy sustav masa
Kod žita veličine su jednake kao i kod Avoirdupois sustava
| Jedinica            | Iznos   | SI vrijednost |
| ------------------- | ------- | ------------- |
| 1 pennyweight (dwt) | 24 gr   | 1.55517384 g  |
| 1 troy unca (oz t)  | 20 dwt  | 31.1034768 g  |
| 1 troy funta (lb t) | 12 oz t | 373.2417216 g |

## Ostale veličine
British thermal unit ili BTU (~ 1055 J)
Konjska snaga (~ 746 W)
Ruka (10.16 cm)
Kalorija (4.184 J)
Stopa ploče (2.360 dm³)
R-vrijednost (ft²·°F·h/Btu=0.1761 K·m²/W) ili (1 K·m²/W ≈ 5.67446 ft²·°F·h/Btu)